# Chlorpyrifos
Chlorpyrifos je insekticid ze skupiny organofosfátů s úplným názvem O,O-diethyl-O-(3,5,6-trichlor-2-pyridyl)-fosforthioát.
Používá se na ošetření napadených listů a plodů ovoce, dále na cukrovou řepu, kukuřici, obilniny, papriku, okurky, rajčata, brambory, řepku olejku. Účinná látka chlorpyrifos je obsažena v přípravcích DURSBAN 480 EC, DURSBAN DELTA, NURELLE, NURELLE D a PYRIFOS 480 EC .
Chlorpyrifos je toxický, v půdě, vodě, dřevě atd. zůstává po týdny. Narušuje funkci hormonů v lidském těle (endokrinní disruptor), způsobuje pocit sucha v krku, poruchy spánku, zhoršení paměti, dezorientace, bolesti hlavy, poruchy řeči. Je toxický i pro mořské kraby a ryby.
Nízká až střední expozice chlorpyrifosu během nitroděložního vývoje může vést k dlouhodobým změnám ve struktuře mozku dítěte. Děti vystavené chlorpyrifosu dosáhly horších výsledků v testech paměti, inteligence a dalších mozkových funkcí.

## Omezení v Evropské unii
Evropský úřad pro bezpečnost potravin (EFSA) vydal v červenci 2019 stanovisko, podle kterého chlorpyrifos nesplňuje kritéria evropské směrnice o pesticidech tak, aby mohl být schválen k dalšímu používání. Platná autorizace pro chlorpyrifos v EU vypršela 31. ledna 2020.